# Mabea excelsa
Mabea excelsa là một loài thực vật có hoa trong họ Đại kích. Loài này được Standl. & Steyerm. mô tả khoa học đầu tiên năm 1944.